# Jean-Baptiste Soufron
 (janvier 2023).
Jean-Baptiste Soufron, né en 1978, est un avocat français du Barreau de Paris. Impliqué dans de nombreuses activités associatives et militantes, il a été le premier directeur juridique de la Wikimedia Foundation (2006), directeur au sein de Cap Digital (2008), puis conseiller à l'économie numérique de la secrétaire d'État chargé du numérique (2012) et secrétaire général du Conseil national du numérique (2012-2015). Il est aujourd'hui associé au sein du cabinet FWPA Avocats et chargé d'enseignement à Sciences-Po Paris. Il est actif sur les sujets relatifs à la défense du droit du numérique, des libertés numériques, des libertés publiques en général, du droit pénal des affaires et de la lutte contre la corruption.

## Biographie

### Études, activités universitaires et professionnelles
Jean-Baptiste Soufron est titulaire d'une licence de droit de l'université de Limoges, d'une maîtrise de droit des affaires de l'université Paris 1 Panthéon-Sorbonne, ainsi que d'un DESS de droit de la propriété intellectuelle de l'université Strasbourg III et d'un DEA de droit des affaires de l'université Lille II. Il a été doctorant au CERSA de l'université Paris 2 Panthéon-Assas de 2003 à 2008. 
Il est admis à l'EFB en 2006 et prête serment au Barreau de Paris en 2007. 
Depuis 2015 également, il est chargé d'enseignement à Sciences-Po Paris.

### Activisme et implications associatives
Jean-Baptiste Soufron est impliqué dans la lutte pour les libertés publiques numériques. En 2002, il est le cofondateur et le directeur juridique de la Ligue Odebi, une association de défense des usagers d'Internet. En 2003, il a été le cofondateur de l'association JIRAF, une association consacrée à la défense du secteur du jeu vidéo français. En 2004, il a été le cofondateur et le directeur juridique de l'association des Audionautes, une association de défense des personnes mises en cause pour le téléchargement de musique sur Internet.

#### Implication dans le projet Wikipedia

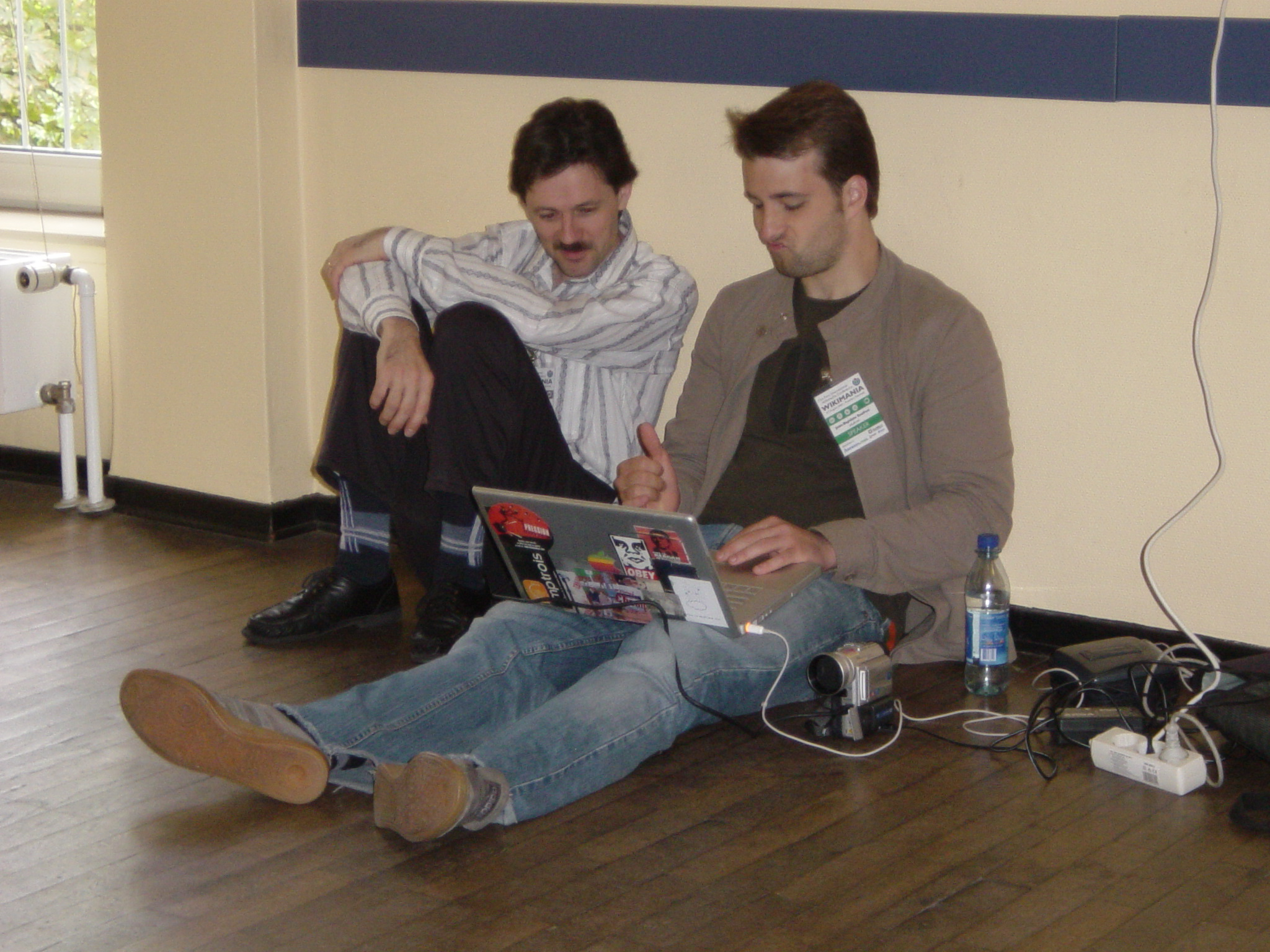
Jean-Baptiste Soufron en 2005, en tant qu'intervenant, à Wikimania

Jean-Baptiste Soufron s'est impliqué dans le projet Wikipedia. Au niveau français, il a été le cofondateur de l'association Wikimédia France, le chapitre français de la Wikimedia Foundation. Au-delà, il était le premier Lead Legal Coordinator du projet Wikipedia puis le premier Chief Legal Officer de la Wikimedia Foundation.

#### Implication dans le logiciel libre, les contenus libres et les libertés numériques
Participant aux listes et aux activités de l'APRIL et de l'ADULLACT entre autres, Jean-Baptiste Soufron publie en 2002 un mémoire de DESS consacré à la GPL et aux licences libres. Il a ensuite été l'un des membres du comité de rédaction de la GPLv3. Toujours très impliqué dans la défense des logiciels libres, il publie en 2009 dans la revue Esprit Standards ouverts, open source, logiciels et contenus libres : l'émergence du modèle du libre. En 2005, pour l'ETSI, il a publié un rapport sur l'impact de l'open source et du logiciel libre sur la standardisation. En 2006, il a été le co-auteur du rapport de Michel Rocard République 2.0, vers une société de la connaissance ouverte.
Avec Mélanie Dulong de Rosnay et au sein du CERSA, en 2003, il a également été l'un des traducteurs des licences Creative Commons en français.
Il a également été l'un des promoteurs en France des idées de Lawrence Lessig en traduisant son livre Le Futur des Idées en 2005.

### Action en faveur des libertés numériques

#### Machines à voter
En 2007, il s'engage contre le déploiement de machines à voter pour les élections présidentielles. A cette occasion, il organise une série de plaintes en ligne pour en demander le retrait auprès du Tribunal Administratif

#### Régulation de l'Internet
En 2008, avec Aziz Ridouan, il a publié un rapport pour Terra Nova intitulé « la loi « création sur Internet », un texte coupé de toute réalité ». En 2016, il reste critique sur les perspectives de régulation des géants du numérique dans La régulation des géants du Net : horizon ou mirage ?.

#### Critique du numérique
En 2011, très critique des évolutions du secteur numérique, il publie Les acrobates de l'innovation qui est sélectionné parmi les dix meilleurs articles de la Revue Esprit. En 2015, sur l'émergence du phénomène de l'uberisation, il publie Uber et les taxis : qui doit s'adapter ?. En 2015, il publie « Uberisation, la stratégie du choc du numérique » dans le Rapport moral sur l'argent dans le monde 2015-2016 
En 2013, avec Mathilde Bras, il publie « Passer à l'intelligence non technologique et collaborative » dans la revue de l'ADBS.
Toujours de façon critique au regard du secteur du numérique et de la Silicon Valley, il publie La Silicon Valley et son Empire et Billions théatre du confusionnisme américain. En 2015, il est directeur scientifique du 10e numéro de la revue des juristes de Sciences-Po et y publie un article « La stratégie juridique au cœur de l'innovation numérique ». En 2017, il publie « apprendre à défendre l'intérêt général dans le numérique » dans Intérêt général et marché, la nouvelle donne.
En 2019, il dirige le dossier sur L'idéologie de la Silicon Valley dans la revue Esprit.

#### Fake news, conspirationnisme et Loi Avia
En 2015, sur l'émergence du phénomène des infox (fake news) et du conspirationnisme, il publie Le virus du conspirationnisme. En 2016, en réaction au scandale Cambridge Analytica[à vérifier], il publie Face à la trahison des plateformes aux Etats-Unis, faut-il revoir notre code électoral?. En 2018, pour Terra Nova également, il a publié un rapport sur les fake news où il propose la mise en place d'un service public de la notification.

### Actions en faveur des libertés publiques et de la lutte contre la corruption

#### Primaires du Parti socialiste
En 2016, avec William Bourdon et Emmanuel Pierrat, il attaque le Parti socialiste afin de le forcer à appliquer ses statuts et à organiser une primaire. À la suite de leur action, le premier secrétaire du Parti socialiste finit par annoncer l'organisation des primaires statutaires.

#### Edunathon
À la suite de la visite le 9 Novembre 2015, de Satya Nadella (PDG de la société Microsoft) à l'Élysée, Microsoft annonce engager 13 millions dans le cadre d'un partenariat avec le ministère de l'Éducation nationale. Afin de pouvoir intégrer cette « manne » financière, le Ministère de l'Éducation Nationale signe le 29 novembre 2015 une convention prétendument de « mécénat » avec la société Microsoft. Cette convention est dénoncée comme contrevenant aux règles du Code des marchés publics et une demande d'annulation est adressée à Najat Vallaud-Belkacem le 29 janvier 2016. Le collectif Edunathon est constitué et l'affaire est portée devant le TGI de Paris en référé qui déboute les plaignants, puis devant la CNIL qui réclame la création d'une charte spécifique, laquelle fait l'objet de nombreux allers-retours sans parvenir à aboutir,.

#### Affaire de la Ligue du LOL
En 2019, dans le cadre de l'affaire dite de la Ligue du LOL, il intervient en soutien des victimes, de l'association SOS Racisme et de l'association Prenons la une.

#### Affaire Benalla
Avec Anticor, Jean-Baptiste Soufron porte plainte le 3 juin 2019 pour corruption, blanchiment et entrave à la justice dans le cadre du volet russe de l'affaire Benalla à la suite des révélations du 31 janvier 2019 de Mediapart, qui affirme qu'Alexandre Benalla a passé des contrats de protection avec des sociétés russes par l'intermédiaire de trois sociétés écrans (nommées Mars, Velours et France Close Protection) alors qu'il était en poste à l'Élysée, titulaire de trois passeports diplomatiques et habilité secret défense. Est notamment visé le contrat passé avec Iskander Makhmudov, soupçonné d'appartenir à un groupe mafieux russe, ces accords n'étant sans doute que des prétextes pour obtenir des informations du sommet de l'État. Le contrat prévoyait notamment la protection des biens immobiliers de l'oligarque et de sa famille en France et à Monaco.

#### Santenathon et Health Data Hub
Créé par l'article 41 de la loi du 24 juillet 2019, le Health Data Hub est contesté par un collectif réuni sous la bannière du site Santenathon.org, notamment en raison du fait que c'est Microsoft qui a été choisi comme prestataire, et ce, potentiellement en dehors des règles du Code des marchés publics. À ce titre, Jean-Baptiste Soufron adresse au nom du collectif un courrier au Ministre de la Santé préalable à une plainte.

### Activités professionnelles dans la presse et le numérique
En 1994, Jean-Baptiste Soufron édite plusieurs numéros d'un fanzine consacrés aux jeux vidéo et aux animes dénommé Triludan. En 2006, il crée un site web consacré à l'actualité politique intitulé betapolitique.fr. Il a également été le cofondateur du magazine Amusement, du site Nonfiction ainsi que du magazine On The Field. Il devient également journaliste et présentateur dans l'émission Minuit/Dix sur France Culture.

### Activités professionnelles dans la fonction publique
En 2008, il est nommé directeur du think tank de Cap Digital, le pôle de compétitivité de l'audiovisuel et du digital. En 2011, il est nommé personnalité qualifié de la Commission « Régulation du secteur des jeux en ligne et nouvelles technologies » au sein de l'ARJEL.
En 2012, il est devenu conseiller pour l'économie numérique au cabinet de Fleur Pellerin, secrétaire d'État chargé du numérique au sein du gouvernement de Jean-Marc Ayrault.
De 2012 à 2015, il était secrétaire général du Conseil national du numérique.

### Divers
En 2003, son mémoire de DEA était consacré au solidarisme, au catholicisme social et à la figure d'Emmanuel Gounot.  
En 2012, il a publié 80 propositions qui ne coûtent pas 80 milliards. En 2012, opposé au TAFTA, il publie Droit d'auteur sur l'internet : faut-il renégocier les traités internationaux ?. En 2015, il propose de mettre en place un dispositif de startups d'état et d'entrepreneurs d'intérêt général s'inspirant de la méthode de l'administration américaine. Le dispositif est adapté en France par Pierre Piezzardi et Henri Verdier. 